# Zalissa Babaud-Zoungrana
Zalissa Babaud-Zoungrana, née le 30 septembre 1979 à Ouagadougou, est une réalisatrice et productrice burkinabè. Installée en France, elle est notamment connue pour son film Zamaana, il est temps !, sorti en 2013 qui remporte le prix « Graine de Baobab » au FESPACO 2013.

## Biographie
Zalissa Babaud-Zoungrana grandit à Ouagadougou, où elle découvre le cinéma grâce au Festival panafricain du cinéma et de la télévision de Ouagadougou et aux films de cinéastes tels que Gaston Kaboré, Idrissa Ouédraogo ou Dani Kouyaté. Elle débute par la figuration, notamment dans le court-métrage Voyage à Ouaga de Camille Mouyéké et dans un clip de la chanteuse Adèle Rouamba.
Installée en France, elle apparaît comme figurante dans des séries télévisées françaises (La Nouvelle Maud, Camping Paradis) et dans le long métrage L’Oiseau d’Yves Caumon. Elle suit une formation de deux ans à l’École de théâtre et cinéma d’Angoulême (On Stage), puis devient comédienne dans des films de Nicolas Beaupuy et assistante réalisatrice sur son long métrage El Faba.
Une collaboration avec la réalisatrice Alice Bohl sur le court-métrage d’animation Pirogues la conduit à développer ses propres projets d’écriture cinématographique.
En 2010, elle remporte avec Alice Bohl le concours national "Défi jeunes" (programme Envie d'agir) pour la réalisation d'un film contre l'excision. Ce projet aboutit en 2012 au tournage de Zamaana, il est temps !.

## Carrière
En 2012, elle co-réalise avec Alice Bohl son premier moyen-métrage Zamaana, il est temps !, qui dénonce l’excision à travers une fiction tournée au Burkina Faso. Le film remporte le prix Graine de Baobab au FESPACO 2013, ainsi que le prix du public au Festival de Contis. Il bénéficie d’un soutien à l’écriture de la région Poitou-Charentes et a été diffusé en France et au Burkina Faso. En 2019, elle réalise Naabiga, le prince, un court-métrage.

## Engagements et projets
En 2010, elle fonde avec Alice Bohl l’association Zatinbo, dédiée aux échanges culturels et à la sensibilisation par le cinéma.
En 2013, installée à Angoulême, elle développe un projet de film sur la consommation de drogues chez les jeunes, soutenu par le programme Erasmus+, impliquant des associations de plusieurs pays européens (Turquie, Roumanie, Italie, Belgique, France).

## Filmographie
- 2012: Zamaana, il est temps! (moyen-métrage)
- 2019: Naabiga, le prince (court-métrage)

## Distinctions
- 2013: Prix Graine de Baobab / Théâtre Wamde et Alliance Francophone[6],[7],[8]
- 2013: Prix du public, Festival de Contis[9]

## Vie privée
Zalissa Zoungrana-Babaud vit à Suaux, en France. Elle est mariée à Jean-Luc Babaud, élu local à Suaux, et est mère de famille.